# Civrac-sur-Dordogne
Civrac-sur-Dordogne é uma comuna francesa na região administrativa da Nova Aquitânia, no departamento da Gironda. Estende-se por uma área de 1,94 km². Em 2010 a comuna tinha 228 habitantes (densidade: 117,5 hab./km²).